# Port lotniczy Praga im. Václava Havla

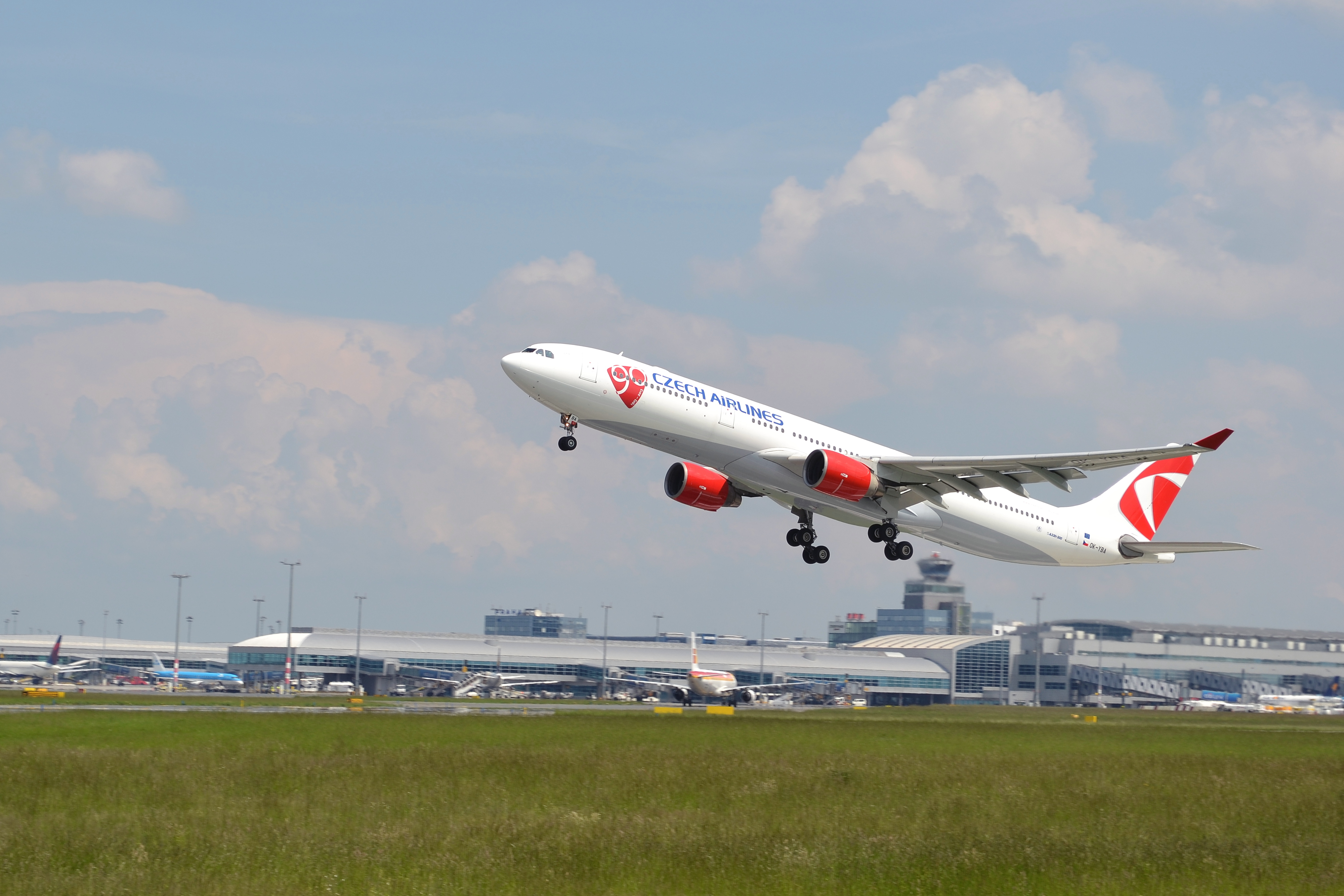
Airbus A330-300 ČSA

Port lotniczy Praga im. Václava Havla (cz. Letiště Václava Havla Praha), wcześniej port lotniczy Praga-Ruzyně (cz. Letiště Praha-Ruzyně), (IATA: PRG, ICAO: LKPR) – port lotniczy położony około 10 kilometrów na północny zachód od centrum Pragi oraz siedziba Czeskich Linii Lotniczych. W 2007 obsłużył około 12,44 mln pasażerów.
Lotnisko zostało założone w 1933 i zbudowane według projektu Adolfa Benša (terminal południowy, Jih). Dziś głównym terminalem odpraw jest północny (Sever), wybudowany w latach 1960–68, znajdują się tu trzy pasy startowe, z których dwa betonowe są wciąż używane, o długości 3715 oraz 3250 metrów. Trzeci, nieczynny, zbudowany z asfaltobetonu, ma długość 2120 metrów. 17 stycznia 2006 otwarto drugi terminal północny (Sever 2), dzięki któremu przepustowość lotniska zwiększyła się o jedną trzecią.
5 października 2012 lotnisku nadano imię Václava Havla, zmarłego w 2011 roku pierwszego prezydenta Czech.

## Linie lotnicze i połączenia
| Linia lotnicza                | Kierunek |
| ----------------------------- | --- |
| Aegean Airlines               | 1. Ateny |
| Aer Lingus                    | 1. Dublin |
| Air Baltic                    | 1. Ryga |
| Air Cairo                     | 1. Hurghada |
| Air Canada                    | Sezonowo: 1. Toronto (wznowione 6 czerwca 2025) |
| Air France                    | 1. Paryż-Charles de Gaulle |
| Air Montenegro                | Sezonowo: 1. Tivat |
| Air Serbia                    | 1. Belgrad |
| Arkia Israel Airlines         | Sezonowo: 1. Tel Awiw |
| Austrian Airlines             | 1. Wiedeń |
| Azerbaijan Airlines           | 1. Baku |
| Bees Airlines                 | 1. Bukareszt |
| Bluebird Airways              | Sezonowo: 1. Tel Awiw |
| British Airways               | 1. Londyn-Heathrow Sezonowo: 1. Londyn-City |
| Brussels Airlines             | 1. Bruksela |
| Bulgaria Air                  | 1. Sofia Sezonowo: 1. Warna Sezonowe czartery: 1. Burgas |
| China Airlines                | 1. Tajpej-Taoyuan |
| Corendon Airlines             | Sezonowe czartery: 1. Antalya |
| Croatia Airlines              | Sezonowo: 1. Dubrownik 2. Split |
| Cyprus Airways                | Sezonowo: 1. Larnaka |
| Czech Airlines                | 1. Madryt (do 27 października 2024) 2. Paryż-Charles de Gaulle (do 27 października 2024) |
| Delta AirLines                | Sezonowo: 1. Nowy Jork-JFK |
| easyJet                       | 1. Amsterdam 2. / Bazylea 3. Bristol 4. Genewa 5. Lizbona 6. Londyn-Gatwick 7. Lyon 8. Manchester 9. Mediolan-Malpensa 10. Nicea (od 10 października 2024) 11. Porto Sezonowo: 1. Alicante 2. Belfast (od 2 listopada 2024) 3. Birmingham (od 13 listopada 2024) 4. Edynburg 5. Glasgow (od 7 listopada 2024) 6. Liverpool (od 28 października 2024) 7. Nantes (od 30 października 2024) 8. Neapol (od 28 października 2024) 9. Palma de Mallorca |
| EgyptAir                      | 1. Kair |
| El Al Israel Airlines         | 1. Tel Awiw |
| Emirates                      | 1. Dubaj |
| Eurowings                     | 1. Ateny 2. Barcelona 3. Birmingham 4. Kolonia/Bonn 5. Kopenhaga 6. Düsseldorf 7. Genewa 8. Malaga 9. Rzym-Fiumicino 10. Sztokholm-Arlanda Sezonowo: 1. Agadir 2. Alicante 3. Korfu 4. Madera 5. Heraklion 6. Nicea 7. Palma de Mallorca 8. Rodos 9. Tallinn 10. Walencja |
| Eznis Airways                 | Sezonowo: 1. Ułan Bator |
| Finnair                       | 1. Helsinki |
| Flydubai                      | 1. Dubaj |
| Flynas                        | Sezonowo: 1. Rijad |
| FlyOne                        | Sezonowo: 1. Kiszyniów |
| Georgian Wings                | 1. Tbilisi |
| Hainan Airlines               | 1. Pekin |
| Iberia                        | 1. Madryt |
| Icelandair                    | Sezonowo: 1. Reykjavík-Keflavík |
| Israir Airlines               | Sezonowo: 1. Tel Awiw |
| Jazeera Airways               | Sezonowo: 1. Kuwejt |
| Jet2.com                      | 1. Birmingham 2. Leeds/Bradford 3. Manchester Sezonowo: 1. Belfast 2. Bristol 3. East Midlands 4. Edynburg (od 3 października 2024) 5. Glasgow 6. Liverpool (od 29 listopada 2024) 7. Londyn-Stansted 8. Newcastle |
| KLM                           | 1. Amsterdam |
| KM Malta Airlines             | 1. Malta |
| Korean Air                    | 1. Seul |
| LOT                           | 1. Warszawa-Chopin |
| Lufthansa                     | 1. Frankfurt 2. Monachium |
| Luxair                        | 1. Luksemburg |
| Neos                          | Sezonowe czartery: 1. Krabi (od 7 stycznia 2025) 2. Nosy Be (od 2 października 2024) 3. Punta Cana (od 28 października 2024) |
| Norwegian Air Shuttle         | 1. Kopenhaga 2. Oslo-Gardermoen 3. Sztokholm-Arlanda Sezonowo: 1. Stavanger |
| Nouvelair                     | Sezonowe czartery: 1. Monastyr |
| Pegasus Airlines              | 1. Stambuł-Sabiha Gökçen Sezonowo: 1. Antalya |
| Play                          | Sezonowo: 1. Reykjavik-Keflavík |
| Qanot Sharq                   | 1. Taszkent |
| Qatar Airways                 | 1. Doha |
| Ryanair                       | 1. Amman 2. Barcelona 3. Bari 4. Paryż-Beauvais 5. Mediolan-Bergamo 6. Bordeaux (do 25 października 2024) 7. Bruksela-Charleroi 8. Budapeszt 9. Katania 10. Kopenhaga 11. Dublin 12. East Midlands 13. Edynburg 14. Gdańsk 15. Göteborg 16. Koszyce 17. Londyn-Stansted 18. Madryt 19. Malaga 20. Manchester 21. Marsylia 22. Neapol 23. Piza 24. Poznań 25. Ryga 26. Rzym-Ciampino (od 27 października 2024) 27. Rzym-Fiumicino (do 26 października 2024) 28. Sewilla 29. Tirana 30. Treviso (do 25 października 2024) 31. Wenecja (od 27 października 2024) Sezonowo: 1. Bolonia 2. Bristol 3. Korfu 4. Kraków 5. Palma de Mallorca 6. Pescara 7. Rodos 8. Rimini 9. Skiathos 10. Turyn 11. Zadar |
| Scandinavian Airlines System  | Sezonowo: 1. Kopenhaga 2. Oslo-Gardermoen 3. Sztokholm-Arlanda |
| SCAT Airlines                 | Sezonowo: 1. Astana |
| Sky Express                   | 1. Ateny (od 2 grudnia 2024) |
| Smartwings                    | 1. Dubaj-al Maktoum 2. Fuerteventura 3. Gran Canaria 4. Hurghada 5. Lanzarote 6. Madryt (od 28 października 2024) 7. Malaga 8. Marsa Alam 9. Palma de Mallorca 10. Paryż-Charles de Gaulle (od 28 października 2024) 11. Split 12. Tel Awiw 13. Teneryfa-Południe Sezonowo: 1. Almería 2. Antalya 3. Ateny 4. Brindisi 5. Burgas 6. Cagliari 7. Katania 8. Chania 9. Korfu 10. Dubrownik 11. Madera 12. Heraklion 13. Izmir 14. Karpatos 15. Kefalonia 16. Kos 17. Lamezia Terme 18. La Palma 19. Larnaka 20. Menorka 21. Murcja 22. Nicea 23. Olbia 24. Ponta Delgada 25. Preweza 26. Rodos 27. Samos 28. Santorini 29. Saloniki 30. Tirana 31. Walencja 32. Warna 33. Zakintos Sezonowe czartery: 1. Agadir 2. Akaba 3. Boa Vista 4. Bodrum 5. Kair 6. Dakar 7. Dalaman 8. Dżerba 9. Enfidha 10. Faro 11. Girona 12. Ibiza 13. Izmir 14. Kalamata 15. Kawala 16. Kithira 17. Lemnos 18. Marsa Matruh 19. Monastyr 20. Maskat 21. Neapol 22. Oujda 23. Palermo 24. Patras 25. Ras al-Chajma 26. Reus 27. Sal 28. Salala 29. Szarm el-Szejk 30. Skiathos 31. Taba |
| SunExpress                    | 1. Antalya Sezonowo: 1. Izmir |
| Swiss International Air Lines | 1. Zurych |
| TAP Portugal                  | 1. Lizbona |
| TAROM                         | 1. Bukareszt |
| Transavia                     | 1. Eindhoven 2. Paryż-Orly |
| Turkish Airlines              | 1. Stambuł |
| Universal Air                 | Sezonowo: 1. Cagliari 2. Malta |
| Uzbekistan Airways            | Sezonowe czartery: 1. Taszkent |
| Volotea                       | 1. Florencja 2. Nantes 3. Werona Sezonowo: 1. Lyon 2. Tuluza |
| Vueling                       | 1. Amsterdam 2. Barcelona 3. Paryż-Orly Sezonowo: 1. Bilbao |
| Wizz Air                      | 1. Katania 2. Kutaisi 3. Larnaka 4. Londyn-Gatwick 5. Londyn-Luton 6. Mediolan-Malpensa 7. Neapol 8. Rzym-Fiumicino 9. Tirana 10. Wenecja |